# Ролфинг
Ролфинг или „структурна интеграција“  систем је ручне терапије или масаже са елементима кинезитерапије, који је креирала америчка истраживачица Ида Ролф  Временом ова метода, која је еволуирала, према њеним оснивачима, постала је „холистички  систем манипулације меким ткивима и тренинг у правилним покретима, који даје исправну оријентацију и организацију ткива и целог тела у гравитационим условима“.  Терапеутски ефекат манипулације мишићима и лигаментима је да пацијенту помогне да научи да стоје усправно, да се усправи, чак и да постане виши, како би се могао боље кретати због корекције тонуса меких ткива.
Према противницима Ролфинга као и други облици алтернативне медицине и и овој методи донекле недостају научни докази.

## Називи
Ова метода прво се звала постурална релаксација, затим ролфинг или структурна интеграција, да би касније постала познатија као дубока масажа.  

## Историја
Ида Ролф, доктор  биолошке хемије на Колеџу лекара и хирурга Универзитета Колумбија сматра се аутором и зачетником примене ове техника у Њујорку између два светска рата. Тих година када су многобројни инвалиди из Првог светског рата тражила помоћ на све стране и често је нису могли да је нађу.  Вративши се из Европе, у којој је провела једну деценију 1930-их, Ида је  непрестано тражила одговоре како да реши личне и породичне здравствене проблеме и проблеме многих инвалида у њеном окружењу. Кско нијер могла да пронађе одговарајући медицински третман који би био доступан у то време (а сваки од тадашњих чинио јој се неадекватним), она је  започела истраживања остеопатије, киропрактике, јоге, Алекандерове технике и радова Корзибског на стањима свести.
Након сопственог истраживања Ида је увела посебну технику  ручне терапије која је мењала назив Његово прво име било је постурална релаксација , затим структурна интеграција, да би касније постала познатија као дубока масажа.  
Ида Ролф је почела да ради са клијентима у Њујорку 1940-их  у стану на Менхетну где је њен распоред био испуњен људима који су тражили помоћ. са претпоставком да се људска структура може организовати  у односу на гравитацију.  Била је посвећена научној тачки гледишта, а ипак су многа открића дошла интуитивно кроз рад са особама са хроничним инвалидитетом које нису могле да нађу помоћ на другом месту. Ово је био посао који је на крају постао познат као структурна интеграција. Следећих тридесет година, Ида Ролф се посветила развоју своје технике и програма обуке, заједно са једним од својих синова и до 1950-их предавала је свој рад широм Сједињених Америчких Држава.
Током 1950-их, њена репутација се проширила на Енглеску где је проводила лета као гошћа Џона Бенета, истакнутог мистика и Гурђијевовог ученика. Затим, средином 1960-их, др Ролф је позван у Есален институт у Калифорнији на предлог Фрица Перлса, оснивача Гешталт терапије. Тамо је почела да обучава практичаре и инструкторе структуралне интеграције, посебна технике  ручне терапије.
Што је више часова структуралне интеграције предавала од Ида Ролф је све више студената тражило пријем на обуку. Чланци у новинама и часописима почели су да приказују личност и дело Иде Ролф, а убрзо је постала очигледна потреба за формалном организацијом. 
Ида Ролф лично уз подршку својих истомишљеника 1971. године основала  Ролф институту за структурну интеграцију“  , главни центар за обуку и истраживање и издавање сертификата специјалистима Ролфинг терапије, „ролферима“, „ ролфинг терапеутима“ или „практичарима ролфинг покрета“). Од 1972. школа је радила са седиштем у Булдеру, Колорадо, а од 2010. године унњеном саставу је и пет института широм света.
Све до своје смрти 1979. године, Ида Ролф је активно држала  часове обуке, дајући смернице својој организацији, планирајући истраживачке пројекте, писала и објављивала своје радове и јавно наступала. Године 1977. написала је књигу Ролфинг, која је постала је главна писани документ схоластичког и искуственог истраживања Иде Ролф о директној интервенцији у еволуцији људске врсте.
Од  смрти Иде Ролф, област структуралне интеграције се разгранала у различите школе.  Од ових школа, Ролф институт је једина која користи заштићене термине „Ролфинг“ и „Certified Rolfer“.  Поред Ролф институт и десетак других програма структуралне интеграције, на глобалном нивоу, издају сертификате пода разним називима:  Практичар Ролф методе структуралне интеграције", Hellerwork Structural Integration, Aston Patterning, SOMA, KMI, итд.
Заговорници Ролфинга основали су и професионалну организацију под називом Међународна асоцијација за структурну интеграцију, која од 2007. године издаје сертификује практичарима након званично положеног испита.

## Опште информације

### Предуслови
Савремено друштво које је постало више „седелачко“ због начина вођења  живота како у кући тако и ван ње, временом је довело до тока да се човеково везивна ткива згушњава  и постављ у мање функционалан положај. Фасције (влакнасти прекривач везивног ткива који штити и облажемишић, и везује га  са хрскавицом и костима)  постају мање еластичне а њихов положај постаје угрожен. Имајући ово увиду Ролфинг масажа утиче на тако измењене фасције применом поступака природног исправног држања тела. 

### Суштина методе
Како постоји оптимално, природно држање за сваког од нас, оно је најлакша интеракција измећу тела и гравитације. Када се утицајем спољашњих фактора то држање поремети, долази до повећања напетости која узрокује нелагодност. Спречити или кориговати тај поремеај држања значи елиминацију или лимитирање напетости. То је и суштина ролфинга који је препознао утицај  гравитације, и прогласио га за главног кривца лошег држања тела. Тиме је отворено сасвим ново подручје, научних истраживања засновано на  мудрост Иде Ролф.
Према структурној интеграцији оно што повезује све унутрашње структуре у организму је мрежа фасција  (лат. fascia, plural fasciae) трака или лист везивног ткива, првенствено колагена, испод коже који причвршћује, стабилизује, затвара и раздваја мишиће и друге унутрашње органе и истовремено сједињује унутрашњу телесну структуру и дели је на посебне функционалне јединице. Фасција се константно мења и адаптира, као одговор на захтеве свакодневног живота, који се постављају пред људско тело. Фасција радије лимитира покретљивост у зглобу, него да стабилизује покрет и на тај начин мења постурални став и ствара другачију структуру покрета. 
Ида Ролф фасцију назива  орган форме  и сугерише да се кроз њу ослобађа, тачан и циљани покрет може довести до скоро тренутног опуштања и оптималног поравнања сегмената тела. Имајући ово у виду кроз  ролфинг додир се лако враћа  еластичност и клизање мишиног ткива, тако да је функционисање мишично-скелетног система много лакше. 
Једн од препознатљив елеменат ролфинга је да се, када је то потребно, у сврху повећања притиска на одређено ткиво може употребити врх лакта.  

## Индикације
Поступци ролфинга се генерално сматрају безбедним мада, с обзиром на то да подразумевају манипулацију дубоког ткива.

## Контраиндикације
Поступци ролфинга се генерално сматрају небезбедним за труднице и особе са васкуларним, мишићно-скелетним и крвним обољењима, па се ови пацијенти требају претходно консултовати са супервизором.

## Супротстављени ставови
Мајкл Брант Шермер амерички писац, историчар науке, оснивач Удружења скептика, и главни и одговорни уредник часописа Скептик, који је у великој мери посвећен истраживању псеудонаучних и натприродних тврдњи у циљу доказивања њихове невалидности, назвао је дубоку масажу и друге алтернативне терапије гомила апсурда.  У време ове изјаве база доказа о методи била је јако лоша, док сада општи концепт истезања фасције све више привлачи научнике.   
Када је крајем 2007. године, први Конгрес истраживача фасције  окупио је многе научнике и клиничаре, то је био значајан догађај за медицинску заједницу и заговорника алтернативне медицине.
Један од истраживача, Роберт Шлајп, проучавајући приступ ролфинг терапеута фасцији и њеној пластичности, сугерише да успех технике лежи у смањењу повећаног мишићног тонуса и другим физиолошким ефекатима који могу бити узроковани стимулацијом рецептора механо-фасцијског ткива и да је у том смислу оправдана употреба ролфинг масаже и у свом истраживању наводи...
..да се у миофасцијалној манипулацији, под радном руком се често осећа тренутно ослобађање ткива. Ова невероватна карактеристика се традиционално приписује механичким својствима везивног ткива. Ипак, студије су показале да би за трајну вискоеластичну деформацију фасције биле потребне или много јаче силе или дуже временско трајање . Фасција је ипак густо инервисана механорецепторима који реагују на ручни притисак. Показало се да стимулација ових сензорних рецептора доводи до снижавања тонуса симпатикуса, као и до промене локалног вискозитета ткива. Поред тога , у фасцији су откривене ћелије глатких мишића, које изгледају укључене у активну фасцијалну контрактилност. Чини се да су фасција и аутономни нервни систем блиско повезани. Предлаже се промена става код миофасцијалних практичара из механичке перспективе ка укључивању саморегулаторне динамике нервног система.